# مویسس هورتادو
مویسس هورتادو (انگلیسی: Moisés Hurtado؛ زادهٔ ۲۰ فوریهٔ ۱۹۸۱) بازیکن فوتبال اهل اسپانیا است.
از باشگاه‌هایی که در آن بازی کرده‌است می‌توان به باشگاه فوتبال اسپانیول، باشگاه فوتبال المپیاکوس، باشگاه فوتبال ژیرونا، باشگاه فوتبال ایبار، و باشگاه فوتبال گرانادا اشاره کرد.
وی همچنین در تیم‌های ملی فوتبال زیر ۱۶ سال اسپانیا و کاتالونیا بازی کرده‌است.